# Stronia (wieś)
Stronia (niem. Stronn, Kreis Oels) – wieś w Polsce położona w województwie dolnośląskim, w powiecie oleśnickim, w gminie Bierutów.

## Podział administracyjny
W latach 1975–1998 miejscowość administracyjnie należała do województwa wrocławskiego.

## Zabytki
Do wojewódzkiego rejestru zabytków wpisane są:
- kościół filialny pw. Narodzenia Najświętszej Marii Panny; zbudowany w kształcie rotundy około 1300 r. w stylu późnoromańskim, przebudowany w 1689 r., restaurowany w 1731 r. - XVIII wieku i w 1959 roku oraz pod kierunkiem proboszcza Antoniego Chabraszewskiego w latach 1994–1999, a następnie w latach 2002–2009 pod kierunkiem proboszcza Roberta Bajaka przy udziale wspólnoty mieszkańców. W środku chrzcielnica z roku 1517 i barokowy fryz ze stiuku datowany na 1660 r.
- zespół pałacowy:
  - pałac, z 1840 r., przebudowany 1895 r.
  - spichrz, z 1847 r., przebudowany 1935 r.
  - park, z połowy XIX w.

## Turystyka
- przez wieś przebiega czerwony szlak PTTK, komunikacja autobusowa z Oleśnicy i Bierutowa

## Ciekawostki
Z okolic miejscowości przy sprzyjających warunkach atmosferycznych dojrzeć można Sky Tower we Wrocławiu, pasmo Karkonoszy, Gór Suchych, Gór Wałbrzyskich, Gór Sowich i Masyw Ślęży.